# Willem Urlings
W.P.M. (Willem) Urlings (Breda, 30 juni 1950) is een Nederlandse oud-politicus voor het Christen-Democratisch Appèl (CDA).
Urlings begon zijn carrière als wetenschappelijk ambtenaar bij het economisch instituut van de Rijksuniversiteit Utrecht en was kabinetssecretaris van de burgemeester van Breda.
Zijn eerste burgemeestersambt begon op 16 februari 1984 in het Twentse Ootmarsum. Daarna werd hij op 16 oktober 1991 benoemd tot burgemeester van het Brabantse Son en Breugel. In 1998 ging hij als burgemeester naar de Drentse gemeente Hoogeveen. In 2000 volgde hij Jaap Pop op als voorzitter van de Koninklijke Nederlandse Vereniging voor Brandweer en Hulpverlening . Urlings gaf in oktober 2008 te kennen zijn ambt als burgemeester van Hoogeveen op 16 februari 2009 neer te leggen. Op die dag was het exact 25 jaar geleden dat hij zijn eerste burgemeesterschap aanvaardde.
Op 2 februari 2009 werd hij tijdens zijn afscheidsreceptie door koningin Beatrix benoemd tot Ridder in de Orde van Oranje-Nassau. In juli 2009 werd hij als burgemeester opgevolgd door zijn partijgenoot Helmer Koetje.
Vanaf 16 februari 2010 was Urlings bijna een jaar waarnemend burgemeester van de gemeente Dalfsen en van 1 november 2014 tot 18 mei 2015 waarnemend burgemeester van Almelo.
Vanaf januari 2018 tot 1 januari 2021 was Urlings voorzitter van de Koninklijke Nederlandse Jagersvereniging. 